# Богуны
Богу́ны (иногда де Боюны, де Боэны; англ. de Bohun, современное произношение: де Бун) — английский дворянский род нормандского происхождения в Средние века.
С середины XII века глава дома де Богун занимал наследственную должность лорда-констебля Англии с 1199/1200 года носил титул графа Херефорда, с 1239 года — также титул графа Эссекса. Младшая линия рода с 1337 года обладала титулом графа Нортгемптона. В XIII веке де Богуны стали одним из наиболее влиятельных и могущественных семей Англии и принимали активное участие в баронских войнах, военных кампаниях в Уэльсе, Аквитании и Шотландии, движении лордов-ордайнеров начала XIV века. Территориальная база Богунов в период расцвета располагались, прежде всего, в Эссексе, где находилась их главная резиденция замок Плаши (до настоящего времени не сохранился), в Брекнокшире. Кроме того они обладали обширными владениями в Уилтшире, Херефордшире, Хантингдоншире и многих других английских графствах. Среди представителей дома наиболее известен Хамфри де Богун, 4-й граф Херефорд (ум. 1322), руководитель баронской оппозиции против короля Эдуарда II, один из авторов ордонансов 1311 года и командующий английскими войсками в битве при Бэннокберне. Прямая мужская линия рода де Богун пресеклась в 1373 году со смертью Хамфри, 7-го графа Херефорда. Его дочери Элеонора и Мария были выданы за членов английской королевской фамилии — Томаса Вудстока и Генриха Ланкастера соответственно, что обеспечило вхождение земель Богунов в состав королевского домена. Мария де Богун (ум. 1394) стала матерью английского короля Генриха V.

## Происхождение
Происхождение рода де Богун окончательно не установлено. По легенде его основателем был некий датский викинг Ральф (Рауль) (ум. ок. 950), соратник Роллона, поселившийся в Котантене после завоевания Нормандии скандинавами. Его ближайшие потомки носили фамилию Мари, вероятно по наименованию поселения Сен-Мари-дю-Мон на территории современного департамента Манш, которое, возможно, было центром земельных владений этого рода. Юго-западнее Сен-Мари располагалось другое владение семьи — Богон, где около 1060 г. Онфруа Бородатый, сын Ричарда де Мари, основал монастырь Сен-Жорж-де-Богон. По имени этой местности и монастыря Онфруа стал именоваться де Богон (фр. de Bohon), а после его переселения в Англию эта фамилия трансформировалась в де Богун (англ. de Bohun). В современном английском языке de Bohun читается как «де Бун», однако в период нормандского завоевания и после него в англонормандском языке редукция гласных ещё не была завершена, поэтому, вероятно, в XI—XII веках эта фамилия произносилась как «де Бохун» или «де Боун».

## Основные представители

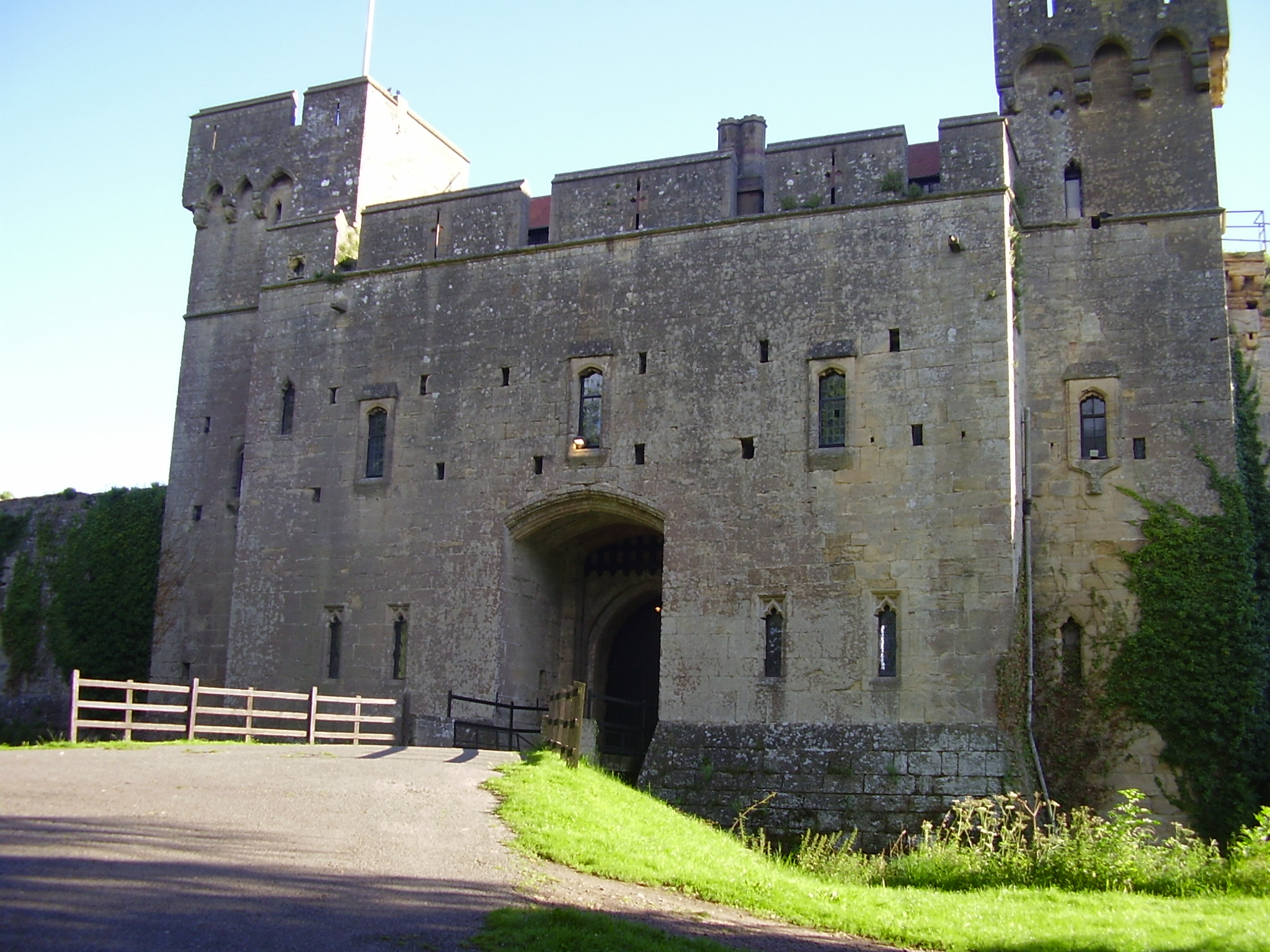
Замок Калдикот, Монмутшир, — одна из резиденций де Богунов (с 1158 г.)

Онфруа де Богон (или, в английской традиции, Хамфри де Богун I) принял участие в нормандском завоевании Англии и, возможно, сражался в битве при Гастингсе в 1066 году. От короля Вильгельма он получил земельные владения в Норфолке и основал английский дворянский род де Богунов. Первоначально, однако, Богуны не выделялись среди англонормандской аристократии, относились скорее к среднему рыцарству и состояли на службе у английской королей. Благодаря браку Хамфри II (III) де Богуна (ум. 1187) с одной из наследниц Миля Глостерского, графа Херефорда, богатство и влияние Богунов значительно укрепилось. Они приобрели значительные земли в Валлийской марке и Уилтшире, а около 1170 года добились признания за ними права на наследственную должность лорда-констебля Англии, предполагающую руководящую роль в организации вооружённых сил Англии в период военных конфликтов. Уже в 1170-х Хамфри II де Богун внёс значительный вклад в подавление мятежа сыновей короля Генриха II, а его внук Генри (ум. 1220) в 1199/1200 гг. был пожалован титулом графа Херефорда. Последний принимал активное участие в движении английских баронов против Иоанна Безземельного, был одним из гарантов Великой хартии вольностей, а позднее поддерживал вторжение Людовика Французского в Англию и был пленён в битве при Линкольне. Сын Генри де Богуна Хамфри, 2-й граф Херефорд (ум. 1275) существенно расширил владения семьи, унаследовав от своей матери владения Мандевилей в юго-восточной Англии и титул графа Эссекса. В качестве констебля Англии Хамфри участвовал в походах Генриха III в Пуату, Гасконь и Уэльс. В период гражданской войны в Англии между сторонниками Генриха III и баронской оппозицией во главе с Симоном де Монфором граф Херефорд поддерживал короля, тогда как его сын Хамфри V де Богун являлся одним из лидеров баронов, был членом Совета Девяти, но погиб от ран, полученных в битве при Ившеме в 1265 году.

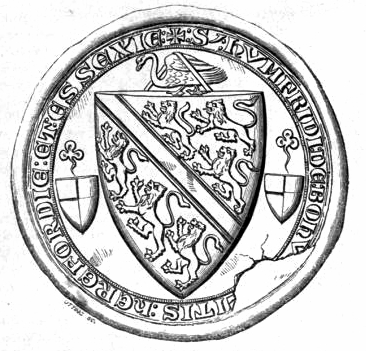
Печать Хамфри де Богуна, 4-го графа Херефорда

Сын последнего, Хамфри де Богун, 3-й граф Херефорд (ум. 1299), являлся одной из ключевых фигур в процессе завоевания Уэльса во второй половине XIII века. От своей матери, сонаследницы владений де Браозов, Хамфри получил Брекон и значительную часть Брекнокшира, которая стала базой для наступления Богунов и Мортимеров в направлении Центрального Уэльса. Позднее, вместе с графом Норфолком Хамфри де Богун пытался сопротивляться усилению королевской власти в стране и ограничению самовластия баронов, однако потерпел поражение. В конце жизни он руководил английским вторжением в Шотландию и одержал победу над войсками Уильяма Уоллеса в битве при Фолкерке в 1298 году. Наибольшую известность получил, однако, его сын Хамфри де Богун, 4-й граф Херефорд (ум. 1322), женившийся на дочери короля Эдуарда I. Как и отец, он активно участвовал в англо-шотландских войнах начала XIV века, захватил Лохмабен и Аннандейл и получил от Эдуарда I земельные владения Брюсов, конфискованные после провозглашения Роберта Брюса королём Шотландии. В сражении при Бэннокберне в 1314 году Хамфри де Богун попал в плен и был выкуплен лишь ценой освобождения супруги и дочерей Роберта Брюса и ряда других шотландских аристократов. Одновременно граф Херефорд играл одну из центральных ролей в движении английских баронов против Эдуарда II и его фаворитов. Он входил в узкий круг лордов-ордайнеров, добившихся утверждения королём ордонансов 1311 года, существенно ограничивших власть монарха, а в 1322 году возглавил новое восстание баронов против засилья Деспенсеров при дворе, но был разбит и убит в битве при Боробридже.
Из сыновей Хамфри де Богуна, 4-го графа Херефорда, наибольший вклад в историю внёс младший Уильям (ум. 1360), который был близким соратником короля Эдуарда III и получил от него титул графа Нортгемптона в 1337 году. Позднее он командовал английскими войсками в начальный период Столетней войны, отличился в сражениях при Слёйсе (1340) и при Креси (1346) и руководил англо-французскими и англо-шотландскими переговорами. Его сын Хамфри де Богун, 7-й граф Херефорд (ум. 1373), унаследовал как владения своего отца, так и основную массу земель де Богунов и титулы графов Херефорда и Эссекса после смерти в 1361 году старшего брата отца. Юный граф таким образом являлся одним из наиболее богатых аристократов Англии, однако в возрасте тридцати одного года неожиданно скончался. С его смертью пресеклась мужская линия дома де Богунов, а их владения были разделены между двумя дочерьми последнего графа: Элеонорой (ум. 1399), вышедшей замуж за сына Эдуарда III Томаса Вудстока, герцога Глостера, и Марией (ум. 1394), которая стала первой женой Генриха Ланкастера, позднее вступившего на английский престол под именем Генриха IV. Большая часть родовых земель, включая владения в Эссексе, Брекнокшире и Хантингдоншире с замками Плаши, Калдикот, Брекон и Бронллис, досталась Томасу Вудстоку, а позднее, через его дочь, — графам Бекингем из дома Стаффорд. Остальные земли Богунов (прежде всего в Херефордшире и центральных графствах) после смерти Марии де Богун вошли в состав домена Ланкастеров, а сын Марии Генрих V в 1311 году стал королём Англии.

## Генеалогия

### Ранние Богуны
Ральф (или Рауль) де Мари (ум. ок. 950), соратник Роллона;
- Ричард I де Мари (ум. ок. 1025), сеньор Сен-Жорж-де-Богон (Манш, Нормандия);

1. Ричард II де Мари (ум. ок. 1060), сеньор Сен-Жорж-де-Богон; жена: Биллехейда;
  1. Онфруа де Богон (Хамфри де Богун I; ум. после 1080), участник нормандского завоевания Англии, сеньор Таттерфорда (Норфолк);
    1. Роберт (ум. в юности);
    2. Хамфри I де Богун (ум. ок. 1129), по прозвищу Великий или Великолепный, один из сенешалей королей Вильгельма II и Генриха I; жена: Матильда де Сольсбери (ум. 1142), дочь Эдварда де Сольсбери (ум. 1130), шерифа Уилтшира
      1. Хамфри II де Богун (ум. 1187), сеньор Троубриджа (Уилтшир), лорд-констебль Англии; жена: Маргарита Херефордская (ум. 1187), дочь Миля Глостерского, графа Херефорда, и Сибиллы де Нёфмарш;
        1. Хамфри III де Богун (ум. 1180/1182), сеньор Троубриджа, лорд-констебль Англии; жена (1171): Маргарита Хантингдонская (ум. 1201), дочь Генриха Шотландского, графа Хантингдона, и Ады де Варенн.
          1. Генри де Богун, 1-й граф Херефорд (род. ок. 1176 — ум. 1220), граф Херефорд с 1199/1200 года, лорд-констебль Англии, один из гарантов Великой хартии вольностей, пленён в битве при Линкольне; жена (ок. 1197): Мод де Мандевиль, графиня Эссекс (ум. 1236), дочь Жоффруа Фиц-Пирса, графа Эссекса;
            1. Хамфри IV де Богун (род. ок 1208 — ум. 1275), 2-й граф Херефорд (c 1220), 1-й граф Эссекс (c 1228), лорд-констебль Англии, пленён в битве при Льюисе; 1-я жена (ок. 1236): Маго де Лузиньян (ум. 1241), дочь Рауля I де Лузиньяна, графа д’Э и сеньора д’Иссудена; 2-я жена (после 1241): Мод де Авенбери (ум. 1273); 
Далее см. ниже: Графы Херефорд и Эссекс.
            2. Генри де Богун (род. ок 1200 года — ум. в младенчестве);
            3. Ральф де Богун (род. ок. 1202 года — ум. в младенчестве, по другим данным в 1219 году);
            4. Маргарита де Богун (род. в 1210);

        2. Миль де Богун (ум. в младенчестве);
        3. Ричард де Богун (ум. в младенчестве);
        4. Мод де Богун; 1-й муж: Генрих д’Ойли, сеньор Хук-Нортона (Оксфордшир, ум. 1163); 2-й муж: Вальтер Фиц-Роберт де Клер (ум. 1198), лорд Литтл-Данмоу (Эссекс), сын Роберта де Клера из Литтл-Данмоу (ум. 1134), младшего сына Ричарда Фиц-Гилберта, лорда Клера (ум. 1090);

      2. Матильда де Богун;

    3. Ричард де Богун, основатель младшей ветви дома де Богун, среди представителей которой — Богуны из Мидхерста, Джоселин де Богон (ум. 1184), епископ Солсбери, а также Реджинальд де Богон (ум. 1191), епископ Бата и Уэллса[англ.], избранный незадолго до смерти архиепископом Кентерберийским;
    4. Ангерран, монах в монастыре Сен-Жорж-де-Богон (Манш, Нормандия).

### Графы Херефорд и Эссекс
Хамфри IV де Богун (ум. 1275), 2-й граф Херефорд (c 1220), 1-й граф Эссекс (c 1228), лорд-констебль Англии; 1-я жена (ок. 1236): Маго де Лузиньян (ум. 1241), дочь Рауля I де Лузиньяна, графа д’Э и сеньорда д’Иссудена; 2-я жена (после 1241): Мод де Авенбери (ум. 1273);
1. Хамфри V де Богун (ум. 1265), сеньор Брекона, соратник Симона де Монфора, член Совета Девяти, погиб от ран, полученных в битве при Ившеме; 1-я жена (1239): Элеонора де Браоз (ум. 1251/1275), дочь Уильяма де Браоза «Чёрного», 10-го барона Абергавенни, наследница Брекона и Хая; 2-я жена (1247): Джоанна де Квинси (ум. 1283), дочь Роберта де Квинси, лорда Уара, и Елены верх Лливелин, дочери Лливелина Великого, короля Гвинеда;
  1. Хамфри VI де Богун (ум. 1298), 3-й граф Херефорд и 2-й граф Эссекс (с 1275), лорд-констебль Англии, лорд-хранитель Пяти портов, лидер баронской оппозиции Эдуарду I, участник битвы при Фолкерке; жена (1275): Мария де Фиеннс (ум. 1298), дочь Ангеррана де Фиеннса, сеньора Вендовера;
    1. Хамфри VII де Богун (1276—1322), 4-й граф Херефорд и 3-й граф Эссекс (с 1298), лорд-констебль Англии, лидер баронской оппозиции Эдуарду II, один из лордов-ордайнеров, погиб в битве при Боробридже; жена (1302): Елизавета Рудланская (1282—1316), дочь Эдуарда I, короля Англии;
      1. Маргарита де Богун (р. 1303, ум. в детстве);
      2. Хамфри де Богун (1304—1304);
      3. Джон де Богун (1306—1336), 5-й граф Херефорд и 4-й граф Эссекс (с 1322), лорд-констебль Англии (1322—1330), освобожден от должности из-за недееспособности; 1-я жена (1325): Элис Фицалан, дочь Эдмунда Фицалана, 9-го графа Арундела; 2-я жена (1331): Маргарита Бассет (ум. 1355), дочь Ральфа Бассета, барона Бассета из Драйтона;
      4. Хамфри VIII де Богун (1309—1361), 6-й граф Херефорд и 5-й граф Эссекс (с 1336), лорд-констебль Англии (1330—1338, 1360—1361), не был женат, скончался от чумы;
      5. Эдвард де Богун (1312—1334) (1332); жена: Маргарита де Рос, дочь Уильяма де Роса; погиб в Шотландии, вероятно во время участия в кампании Эдуарда Баллиоля;
      6. Уильям де Богун (1312—1360), 1-й граф Нортгемптон (c 1337), лорд-констебль Англии (с 1338), губернатор Бретани и шотландских марок, участник битвы при Креси и английских вторжений во Францию в период Столетней войны; жена: Элизабет Бэдлсмир (ум. 1355), дочь Бартоломью Бэдлсмира, 1-го барона Бэдлсмира, вдова Эдмунда Мортимера;
        1. Хамфри IX де Богун (1342—1373), 2-й граф Нортгемптон (с 1360), 7-й граф Херефорд и 5-й граф Эссекс (с 1361), лорд-констебль Англии (с 1361); жена (1359): Джоанна Фицалан (ум. 1419), дочь Ричарда Фицалана, 10-го графа Арундел;
          1. Элеонора де Богун (1366—1399), наследница Плаши, Калдикота, Брекона, Бронллиса, владений в Эссексе, Брекнокшире, Хантингдоншире; муж (1376): Томас Вудсток (1355—1397), герцог Глостер, младший сын Эдуарда III, короля Англии.
Потомки Элеоноры де Богун и Томаса Вудстока — графы Бекингем из рода Стаффордов, унаследовали большую часть земельных владений дома де Богун.
          2. Мария де Богун (1369—1394), наследница владений Богунов в Херефордшире и центральных графствах; муж (1381): Генрих Болингброк (умер в 1413), граф Дерби, позднее — граф Нортгемптон, граф Херефорд и герцог Ланкастер, c 1399 года — король Англии под именем Генриха IV, основатель королевской династии Ланкастеров. 
Сын Марии де Богун и Генриха Болингброка — Генрих V, король Англии в 1413—1422 гг.;

        2. Элизабет де Богун (умерла в 1385); муж (1359): Ричард Фицалан, 11-й граф Арундел (казнён в 1397);

      7. Элеонора де Богун (умерла в 1363); 1-й муж (1327): Джеймс Батлер, 1-й граф Ормонд (умер в 1338); 2-й муж (1344): Томас Дагворт, лорд Дагворт (Суффолк; умер в 1350, погиб в битве при Орее в Бретани);
      8. Маргарита де Богун (умерла в 1391); муж (1325): Хью де Куртене, 10-й граф Девон (умер в 1377);
      9. Энис де Богун (1315—1331);
      10. Изабелла де Богун (родилась в 1316, умерла в детстве)

  2. Гилберт де Богун (умер во младенчестве);
  3. Элеонора де Богун (умерла в 1314); муж (1269): Роберт де Феррерс, 6-й граф Дерби (умер в 1279);
  4. Марджери де Богун; муж (1276): Теобальд, барон де Верден (ум. 1309);
2. Мод де Богун (умерла в 1252); 1-й муж: Ансельм Маршал, 6-й граф Пембрук (умер в 1245); 2-й муж (1250): Роджер де Квинси, 2-й граф Уинчестер (умер в 1264);
3. Алиса де Богун (умерла к 1255); муж (1239): Роджер V де Тосни, лорд Фламстеда (Хертфордшир) (умер около 1264);
4. Элеонора де Богун (умерла после 1278); муж (1257): Джон де Верден (умер в 1274);
5. (2) Джон де Богун, лорд Харсфильд, лорд-констебль Англии в 1282 г.;
  1. Эдмунд де Богун; жена: Матильда де Сигрейв, дочь Николаса де Сигрейва, барона Стоу (Стаффордшир).